# CSIO Mannheim 2015
Der CSIO Mannheim 2015 war das 100. Nationenpreisturnier Deutschlands im Springreiten. Das Turnier wurde vom 16. bis 19. Juni 2015 in Mannheim durchgeführt. Die Schirmherrschaft für das Turnier übernahm Bundeskanzlerin Angela Merkel, vor Ort wurde sie vertreten durch Ursula von der Leyen.

## Geschichte und Vergabe des CSIO
Nachdem die deutsche Nationenpreisgeschichte im Jahr 1929 mit zwei Nationenpreisen in Aachen und Köln begonnen hatte, wurde im Jahr 2015 mit dem CSIO Mannheim das 100. Nationenpreisturnier durchgeführt. Neben Aachen, das von 1929 bis 2014 den Nationenpreis (nur unterbrochen durch den 2. Weltkrieg und einer Pause im Jahr 1986) 73 CSIOs durchführte, fanden auch in Berlin (1930 bis 1937 und 1939), Dortmund (1954) und Donaueschingen (1986 sowie die Nations-Cup-Finalturniere 1998 und 2002) Nationenpreisturniere statt. Auch im Zuständigkeitsbereich des Deutschen Pferdesport-Verbands der DDR wurden CSIOs ausgerichtet, dies waren Leipzig (1966 bis 1969) und Trinwillershagen (1974 bis 1977). Eine Besonderheit stellten die vier Nationenpreisturniere im Reitstadion Gera-Milbitz von 1990 bis 1993 dar. Mit Beschluss im Jahre 1954 durfte jeder nationale Verband (außer den Vereinigten Staaten und Kanada) nur ein CSIO pro Jahr ausrichten; nach der deutschen Wiedervereinigung erlaubte die FEI jedoch vorübergehend zwei Nationenpreise in Deutschland.
Nach dem Zuschlag für die Europameisterschaften 2015 nach Aachen gaben die Veranstalter des CHIO Aachen bekannt, dass in jenem Jahr kein CHIO durchgeführt werden würde. Für die Austragung des Nationenpreises bewarben sich neben Mannheim auch die Veranstalter des Deutschen Spring- und Dressurderbys (Hamburg), des Pfingstturniers Wiesbaden und des CHI Donaueschingen. Der Zuschlag ging jedoch an Mannheim, das unter anderem die Springreit-Europameisterschaften 1997 und 2007 ausgerichtet hatte.
Für Ärger bei den Veranstaltern in Mannheim und Hagen (CDIO Hagen 2015) sorgte, dass Mitte 2014 von den Aachener Veranstaltern bekanntgegeben wurde, dass im Mai 2015 doch ein CDI 5*/CSI 5*-Reitturnier in Aachen ausgetragen wird. Peter Hofmann, Vorsitzender des Reiter-Vereins Mannheim, kritisierte: „Es ist ein Problem, dass es dieses Jahr neben der EM ein zweites Turnier in Aachen gibt. Das war nicht Geschäftsgrundlage, als wir uns beworben haben. Das ist weder fair noch kollegial.“ Die Aachener Veranstalter erwiderten hierzu, dass der Termin für ein anderes Turnier neben der EM schon zwei Jahre zuvor im öffentlich einsehbaren Terminkalender des Weltverbandes gestanden habe.

## Ausschreibung und Programm
Herzstück des Turnierprogramms waren die Prüfungen des CSIO 5*, der höchsten Turnierkategorie im Springreiten. Ergänzt wurde das Programm durch Prüfungen für junge Springpferde im Rahmen eines CSIYH 1*, um Amateurspringprüfungen (CSIAm-A, CSIAm-B) sowie um nationale Springprüfungen für Reiter bis zum Alter von 25 Jahren.
Austragungsort des Turniers war das MVV-Reitstadion, wo jährlich das Maimarkt-Turnier durchgeführt wird. Für die Prüfungen standen hier zwei Turnierplätze zur Verfügung. Der Reiter-Verein Mannheim e.V. war Veranstalter des Nationenpreisturniers.
Erster Veranstaltungstag war Donnerstag, der 16. Juli. Das Tagesprogramm umfasste Einlaufprüfungen der verschiedenen Turnier-Touren. Die erste Prüfung des CSIO 5*, eine Springprüfung mit Stechen (Hindernisse bis 1,55 Meter Höhe) war bereits mit 30.000 Euro dotiert. Höhepunkt des Turnierfreitags war der „Große Preis von Europa“. Diese zweite Prüfung des CSIO 5* war ebenfalls eine Springprüfung mit Stechen.
Am Samstag wurde die vierte Station von „Deutschlands U25 Springpokal 2015“ ausgetragen. Im Anschluss wurde der Nationenpreis des CSIOs durchgeführt. Den Abschluss des Tages bildete ein Schauprogramm unter dem Titel „Mannheim – City of Music, Horses and Emotions“, dessen Höhepunkt ein Pas de Deux von Charlotte Dujardin und Isabell Werth darstellte.
Der letzte Turniertag umfasste neben den Finalprüfungen des CSIYH 1* und der Amateurtouren insbesondere den Großen Preis von Mannheim. Diese CSIO 5*-Prüfung war mit 300.000 Euro dotiert.

## Ergebnisse

### Preis von Europa
Am Freitag, den 17. Juli ab 15 Uhr wurde der „Preis von Europa“ durchgeführt. Mit diesem Titel knüpfte der Veranstalter an die Nationenpreisturniere in Aachen an, wo der Preis von Europa jeweils die wichtigste Springprüfung des Mittwochs darstellt. Bei der Prüfung in Mannheim handelte es sich um eine Springprüfung mit Stechen, deren Hindernisse bis 1,55 Meter hoch waren. Das Preisgeld der Prüfung, die von der MAG Mannheimer Ausstellungs-GmbH (wirtschaftlicher Träger des Mannheimer Maimarktes) präsentiert wurde, betrug 80.000 Euro.
Im ersten Umlauf der Prüfung blieben von 56 Startern 12 Teilnehmer ohne Fehler. Im Stechen dieser 12 war Italien mit drei Reitern stark vertreten, aus seinen Reihen kam auch der erste fehlerfreie Ritt des Stechens: Emanuele Gaudiano gelang dies mit dem neunjährigen Caspar in einer Zeit von 39,38 Sekunden. Den folgenden Reitern gelang es zunächst längere Zeit nicht, an dieses Ergebnis heranzukommen. Knapp die Führung verpasste Kevin Staut, der mit Qurack de Falaise zwar eine bessere Zeit hatte, aber am letzten Hindernis vier Strafpunkte kassierte. Erst die letzten Reiter des Stechens lieferten wieder fehlerfreie Ritte: Meredith Michaels-Beerbaum ritt bewusst langsam und blieb mit Comanche ohne Fehler in einer Zeit von 47,08 Sekunden. Hans-Dieter Dreher als vorletzter Starter sicherte sich mit einer deutlich schnelleren Zeit die Führung, den Sieg musste er jedoch an den letzten Starter (Robert Whitaker) abtreten, der nochmals schneller war.
Ergebnis:
|               | Reiter             | Pferd         | 1. Umlauf | 1. Umlauf     | Stechen  | Stechen |
| Straf- punkte | Reiter             | Pferd         | Zeit (s)  | Straf- punkte | Zeit (s) |         |
| ------------- | ------------------ | ------------- | --------- | ------------- | -------- | ------- |
| 1             | Robert Whitaker    | Catwalk IV    | 0         | -             | 0        | 38,05   |
| 2             | Hans-Dieter Dreher | Cool and Easy | 0         | -             | 0        | 38,25   |
| 3             | Emanuele Gaudiano  | Caspar        | 0         | -             | 0        | 39,38   |

### Wertungsprüfung U25-Springpokal
Am Samstag (18. Juli) ab 11:15 Uhr wurde die vierte Station von „Deutschlands U25 Springpokal 2015“ ausgetragen. Hierbei handelte es sich um eine national ausgeschriebene Springprüfung mit Stechen (Klasse S***) für Reiter bis 25 Jahre. Die Prüfung war, wie alle fünf Etappen des U25-Springpokals, zugleich Wertungsprüfung des European Youngster Cups. Sponsor der mit 10.000 Euro dotierten Prüfung wie auch des gesamten U25-Springpokals sind die Familie Müter (Elmgestüt Drei Eichen, Königslutter) und die Stiftung Deutscher Spitzenpferdesport.
Von den 18 Teilnehmern gelang es sieben Starterpaaren, mit einem fehlerfreien Ritt in das Stechen einzuziehen. Hier siegte mit über einer Sekunde Vorsprung Niklas Krieg mit der Holsteiner Stute Carella.
Ergebnis:
|               | Reiter          | Pferd       | 1. Umlauf | 1. Umlauf     | Stechen  | Stechen |
| Straf- punkte | Reiter          | Pferd       | Zeit (s)  | Straf- punkte | Zeit (s) |         |
| ------------- | --------------- | ----------- | --------- | ------------- | -------- | ------- |
| 1             | Niklas Krieg    | Carella     | 0         | -             | 0        | 41,38   |
| 2             | Christian Kukuk | Limonchello | 0         | -             | 0        | 42,54   |
| 3             | Andreas Kreuzer | Calvilot    | 0         | -             | 0        | 42,81   |

### Nationenpreis
Der deutsche Nationenpreis im Springreiten wurde am Nachmittag des 18. Juli ausgetragen. Es handelte sich hierbei, wie bei Nationenpreisen üblich, um eine Springprüfung mit zwei Umläufen und einem möglichen Stechen, wobei der Parcours beider Umläufe identisch war. Die Hindernisse der von der MVV Energie gesponserten Prüfung waren bis 1,55 Meter hoch, die Dotierung betrug 200.000 Euro. Da der CHIO Aachen mit der Saison 2014 aus Sponsoringgründen aus der Nationenpreisserie der FEI ausschied, war auch der CSIO Mannheim nicht Teil dieser Turnierserie.
Im ersten Umlauf der Prüfung dominierte die irische Equipe, die den Umlauf mit einem Zeitstrafpunkt abschloss. Die deutsche Mannschaft hatte sich im ersten Umlauf mit einem Ergebnis von nur vier Strafpunkten in eine gute Ausgangslage gebracht. Der zweite Umlauf verlief für Irland unglücklich, 26 weitere Strafpunkte warfen die Mannschaft weit zurück. Die Mannschaften der Vereinigten Staaten und Belgiens, die nach dem ersten Umlauf beide auf dem dritten Rang lagen, sammelten im zweiten Umlauf keine weiteren Strafpunkte ein, was sie mit einem Gesamtergebnis von acht Strafpunkten an die Spitze des Feldes brachte. Durch einen weiteren Hindernisabwurf kam auch Deutschland auf zusammen acht Strafpunkte, so dass ein Stechen dieser drei Nationen erforderlich wurde.
Als erstes Paar ging Beezie Madden mit ihrem belgischen Wallach Cortes'C' im Stechen an den Start, mit einer schnellen fehlerfreien Runde setzte sie die weiteren Stechreiter unter Druck. Ebenfalls ohne Fehler, aber langsamer, war für Belgien Pieter Devos mit Dylano. Als letzter Reiter ging Christian Ahlmann in das Stechen, mit Taloubet Z kam er knapp an die Zeit Maddens heran, am letzten Hindernis fiel jedoch eine Stange, so dass Deutschland in seinem 100. heimischen Nationenpreis auf den dritten Platz kam.
Ergebnis:
|             | Mannschaft         | Reiter | Pferd | 1. Umlauf   | 2. Umlauf   | Strafpunkte (Gesamt) | Stechen  | Stechen | Preis- geld |
| Strafpunkte | Mannschaft         | Reiter | Pferd | Strafpunkte | Strafpunkte | Strafpunkte (Gesamt) | Zeit (s) |         | Preis- geld |
| ----------- | ------------------ | --- | --- | ----------- | ----------- | -------------------- | -------- | ------- | ----------- |
| 1           | Vereinigte Staaten | Laura Kraut | Nouvelle | 4           | 0           |                      |          |         |             |
| 1           | Vereinigte Staaten | Kirsten Coe | Baronez | (5)         | 0           |                      |          |         |             |
| 1           | Vereinigte Staaten | Lucy Davis | Barron | 0           | (8)         |                      |          |         |             |
| 1           | Vereinigte Staaten | Beezie Madden | Cortes'C' | 4           | 0           | 0                    | 32,72    |         |             |
| 1           | Vereinigte Staaten | | | 8           | 0           | 8                    | 0        | 32,72   | 64.000 €    |
| 2           | Belgien            | Pieter Devos | Dylano | 0           | 0           |                      | 0        | 34,14   |             |
| 2           | Belgien            | Judy-Ann Melchior | As Cold as Ice Z | 0           | (4)         |                      |          |         |             |
| 2           | Belgien            | Jerome Guery | Papillon Z | 8           | 0           |                      |          |         |             |
| 2           | Belgien            | Jos Lansink | Ensor de Litrange LXII | (9)         | 0           |                      |          |         |             |
| 2           | Belgien            | | | 8           | 0           | 8                    | 0        | 34,14   | 40.000 €    |
| 3           | Deutschland        | Christian Ahlmann | Taloubet Z | 0           | 4           |                      | 4        | 32,95   |             |
| 3           | Deutschland        | Hans-Dieter Dreher | Embassy II | 4           | (8)         |                      |          |         |             |
| 3           | Deutschland        | Meredith Michaels-Beerbaum | Fibonacci | (8)         | 0           |                      |          |         |             |
| 3           | Deutschland        | Ludger Beerbaum | Chiara | 0           | 0           |                      |          |         |             |
| 3           | Deutschland        | | | 4           | 4           | 8                    | 4        | 32,95   | 32.000 €    |
| 4           | Schweiz            | Paul Estermann | Castlefield Eclipse | 0           | 0           |                      |          |         |             |
| 4           | Schweiz            | Nadja Peter Steiner | Celeste | (8)         | 4           |                      |          |         |             |
| 4           | Schweiz            | Claudia Gisler | Cordel | 4           | 8           |                      |          |         |             |
| 4           | Schweiz            | Steve Guerdat | Corbinian | 4           | (8)         |                      |          |         |             |
| 4           | Schweiz            | | | 8           | 12          | 20                   |          |         | 20.000 €    |
| 4           | Frankreich         | Nicolas Delmotte mit Number One d'Iso Un Prince Mathieu Billot mit Shiva d'Amaury Jerome Hurel mit Quartz Rouge Kevin Staut mit Reveur de Hurtebise                     | Nicolas Delmotte mit Number One d'Iso Un Prince Mathieu Billot mit Shiva d'Amaury Jerome Hurel mit Quartz Rouge Kevin Staut mit Reveur de Hurtebise                     |             |             |                      |          |         |             |
| 4           | Frankreich         | | | 8           | 12          | 20                   |          |         | 20.000 €    |
| 6           | Italien            | Giulia Martinengo Marquet mit Funke van't Heike Lorenzo de Luca mit Erco van't Roosakker Juan Carlos García mit Gitano van Berkenbroeck Piergiorgio Bucci mit Casallo Z | Giulia Martinengo Marquet mit Funke van't Heike Lorenzo de Luca mit Erco van't Roosakker Juan Carlos García mit Gitano van Berkenbroeck Piergiorgio Bucci mit Casallo Z |             |             |                      |          |         |             |
| 6           | Italien            | | | 17          | 9           | 26                   |          |         | 11.000 €    |
| 7           | Irland             | Shane Breen mit Golden Hawk Kevin Babington mit Shorapur Shane Sweetnam mit Chaqui Z Conor Swail mit Grand Cru van de Vijf Eiken                                        | Shane Breen mit Golden Hawk Kevin Babington mit Shorapur Shane Sweetnam mit Chaqui Z Conor Swail mit Grand Cru van de Vijf Eiken                                        |             |             |                      |          |         |             |
| 7           | Irland             | | | 1           | 26          | 27                   |          |         | 8.000 €     |
| 8           | Niederlande        | Johnny Pals mit Vignet Henk van de Pol mit Willink Albert Zoer mit Gigolo Wout-Jan van der Schans mit Aquila                                                            | Johnny Pals mit Vignet Henk van de Pol mit Willink Albert Zoer mit Gigolo Wout-Jan van der Schans mit Aquila                                                            |             |             |                      |          |         |             |
| 8           | Niederlande        | | | 20          | 9           | 29                   |          |         | 5.000 €     |

(Ausgeklammerte Strafpunkte zählen als Streichergebnis nicht für das Mannschaftsergebnis)

### Großer Preis von Mannheim
Die höchstdotierte Prüfung des Turniers fand am Sonntagnachmittag statt. Der Große Preis von Mannheim war mit 300.000 Euro Preisgeld versehen und zählte damit zu den höchstdotierten Prüfungen im Springreiten in Deutschland. Die Prüfung war als Springprüfung mit Stechen mit Hindernishöhen bis zu 1,60 Meter ausgeschrieben.
Nachdem die erste Hälfte des ersten Umlaufs bei guten Bedingungen durchgeführt wurde, verschlechterte sich das Wetter zunehmend. Zwei kräftige Unwetter und orkanartige Böen zwangen den Veranstalter zu einer gut einstündigen Pause. Aufgrund des guten Bodens und umfangreicher Bemühungen zur Beseitigung der Wassermassen konnte die Prüfung nach einem Neuaufbau der teilweise umgestürzten und von ihrem Standort weggewehten Hindernisse fortgeführt werden. Insgesamt gelang 15 von 48 Starterpaaren mit einem fehlerfreien Ritt der Einzug in das Stechen.
Als erster Starter im Stechen gelang Paul Estermann mit dem neunjährigen Wallach Lord Pepsi ein fehlerfreier Ritt. Die Führung nahm ihm kurz danach bereits Katharina Offel ab, die mit Zipper (den sie erst wenige Wochen zuvor von René Tebbel übernommen hatte) ohne Fehler in 43,66 Sekunden in das Ziel kam. Die nach ihr folgenden Reiter versuchten mit schnellen Ritten die Führung zu übernehmen, kassierten jedoch Abwürfe, insbesondere am letzten Hindernis. Taktisch ritt Abdel Said, der mit Vingino langsam, aber fehlerfrei in das Ziel kam und damit am Ende auf den fünften Platz kam. Einen Führungswechsel brachte erst der Ritt der vorletzten Reiterin: Beezie Madden zeigte mit Cortes'C'  die vierte fehlerfreie Runde im Stechen. Als letztes Starterpaar kamen Ludger Beerbaum und Chiara in den Stechparcours, wie bereits im Nationenpreis, so gelang ihnen auch im Großen Preis eine zweite Runde ohne Fehler. Mit einer Zeit von 41,61 Sekunden waren sie nochmals eine Sekunde schneller als Madden und gewannen damit die Prüfung.
Ergebnis:
|               | Reiter          | Pferd     | 1. Umlauf | 1. Umlauf     | Stechen  | Stechen |
| Straf- punkte | Reiter          | Pferd     | Zeit (s)  | Straf- punkte | Zeit (s) |         |
| ------------- | --------------- | --------- | --------- | ------------- | -------- | ------- |
| 1             | Ludger Beerbaum | Chiara    | 0         | -             | 0        | 41,61   |
| 2             | Beezie Madden   | Cortes'C' | 0         | -             | 0        | 42,73   |
| 3             | Katharina Offel | Zipper    | 0         | -             | 0        | 43,66   |

## Medien
Das Erste zeigte am 18. Juli ab etwa 18:50 Uhr eine Zusammenfassung des Nationenpreises im Umfang von rund 45 Minuten. Einen Tag später sendete der Südwestrundfunk aus Mannheim, ab 14:30 Uhr stand für 90 Minuten der Große Preis auf dem Programm. Aufgrund der Verzögerungen durch das Gewitter wurde die Prüfung nicht bis zum Schluss ausgestrahlt. Der deutsche IPTV-Sender ClipMyHorse übertrug alle Prüfungen des Turniers, soweit diese nicht Live im Fernsehen liefen.